# Friedrich Selle
Friedrich Selle (* 11. Juni 1860 in Promoisel auf Rügen; † 27. April 1931 in Bad Ischl) war ein evangelischer Pfarrer. Er wirkte zuerst in der Oberlausitz als Pfarrer einer zweisprachigen Gemeinde und begründete die Kirchenzeitung Pomhaj Bóh für die evangelischen Sorben. 1895 ging er nach Österreich, wo er in verschiedenen Diasporagemeinden tätig war. Interessiert an Botanik und Naturphilosophie gründete er 1913 in Aussee den Alpengarten.

## Leben
Friedrich Selle besuchte das Gymnasium im oberschlesischen Beuthen und studierte danach evangelische Theologie in Breslau. Er wurde 1885 ordiniert und erhielt eine Vikariat in Kreba (Oberlausitz). Im Jahr darauf wurde er dort Pfarrer und Kreisschulinspektor. Er sorgte für die Instandsetzung der Krebaer Pfarrkirche, die in seiner Amtszeit auch ihre bunten Glasfenster erhielt. Zur selben Zeit widmete Selle sich philosophischen Studien. 1889 wurde er in Halle zum Dr. phil. promoviert. 1891 gründete er die sorbische evangelische Kirchenzeitung Pomhaj Bóh, die bis heute in Bautzen erscheint. In seiner Eigenschaft als Kreisschulinspektor begründete Selle 1892 die Schule in Mücka.
Nach zehnjährigem Wirken in der Oberlausitz wechselte er als Pfarrer nach Meran in Tirol. Bis zu seinem Lebensende arbeitete er dann als Geistlicher für die kleine evangelische Kirche in den österreichischen Alpenländern. In Meran erweiterte er die evangelische Schule, legte einen eigenen Friedhof an, baute eine kleine Kirche sowie ein Pfarrhaus und gründete ein Diakonissenhaus. 1902–05 war er Pfarrer in Steyr, danach wirkte er zum ersten Mal pastoral in Aussee und war ab 1907 Pfarrer in Bad Ischl. 1909 übersiedelte er als Pfarrer nach Graz, kehrte zwei Jahre später aber wieder nach Aussee zurück. Auch in Aussee ließ er ein evangelisches Gotteshaus bauen; die Jesuskirche wurde 1908 eingeweiht. 1911 wurde Selle an der Universität Wien zum Doktor der Theologie promoviert. Ab 1912 war er Pfarrer von Gröbming mit Amtssitz in Bad Aussee, ab 1922 Pfarrer der neugegründeten Pfarre Bad Aussee. An seinen verschiedenen österreichischen Wirkungsorten hat er Entscheidendes zum Aufbau der protestantischen Diasporagemeinden geleistet. 
Darüber hinaus galt Selle als ausgezeichneter Botaniker. Er gründete 1913 mit Hilfe des durch ihn ins Leben gerufenen Alpenpflanzen-Garten-Vereines den Alpengarten Bad Aussee. Anfangs betreute er diesen zusammen mit Hilfsarbeitern selbst. Ab 1917 beschäftigte er dafür kriegsbeschädigte Invaliden. Als Ruheständler lebte er von 1929 an in Bad Ischl. Nach seinem Ableben ebendort wurde Friedrich Selle in Bad Aussee begraben.

## Schriften
Trotz seiner häufigen Orts- und Amtswechsel als Pfarrer leistete Selle vielfältige wissenschaftliche Arbeit. In seinen Schriften befasste er sich mit praktischer Theologie, Kirchenrecht, Kirchengeschichte und Naturphilosophie in Verbindung zum Christentum. Als Herausgeber der Quellenedition Schicksalsbuch der evangelischen Kirche in Österreich sorgte er für die wissenschaftliche Veröffentlichung der wesentlichen Dokumente zur Geschichte des Protestantismus in den habsburgischen Alpenländern.
- Zyrkwiny Wodźeŕ. Krotka wucžba wo zyrkwinych pschißłuschnoscźach. (zusammen mit Jan Kschižan) Bautzen 1892
- Eine österreichische evangelische Parochie. Steyr in Oberösterreich. Steyr 1903
- Eine Bekenntnisschrift der Stadt Steyr vom Jahre 1597. (5 Teile) In: Jahrbuch der Gesellschaft für die Geschichte des Protestantismus in Oesterreich Bd. 25 (1904) S. 165–179. Bd. 26 (1905) S. 27–41. Bd. 28 (1907) S. 17–26. Bd. 30 (1909) S. 21–28. Bd. 37 (1916) S. 33–54.
- Die Kirchensteuer in der österreichischen evangelischen Kirche. Leipzig 1905
- Die Bedeutung der evangelischen Schule in Oesterreich. Leipzig 1905
- Dank der Universität Wittenberg an Steyr, vom 8. Mai 1613, für eine Stiftung. In: Jahrbuch der Gesellschaft für die Geschichte des Protestantismus in Oesterreich Bd. 29 (1908) S. 13–15.
- Von der Naturerkenntnis zum Christusglauben. 2. Aufl. Berlin 1917
- Von der Wirklichkeit hinter Krieg und Geschichte. Leipzig 1918
- Pflanze und Weltanschauung. Beiträge zu einer botanischen Naturphilosophie. Graz 1927
- Schicksalsbuch der evangelischen Kirche in Österreich. (als Hrsg.) Berlin 1928
- Merkbüchlein für botanische Beobachtungen im Alpenpflanzengarten zu Bad Aussee, Steiermark. 1929